# Équipe du Kazakhstan féminine de water-polo
L’équipe du Kazakhstan féminine de water-polo est l'équipe nationale féminine de water-polo du Kazakhstan, depuis l'indépendance de cet État, fin 1991. Elle représente le Kazakhstan aux grandes compétitions mondiales, comme les Jeux olympiques, où elle a terminé 6e en 2000 et à la 8e place en 2004.

## Palmarès
- Jeux asiatiques
  -  Médaille d'argent en 2010 et en 2018
  -  Médaille de bronze en 2014

- Championnats d'Asie
  -  Médaille d'argent en 2009 et 2012
  -  Médaille de bronze en 2016